# 周敦頤

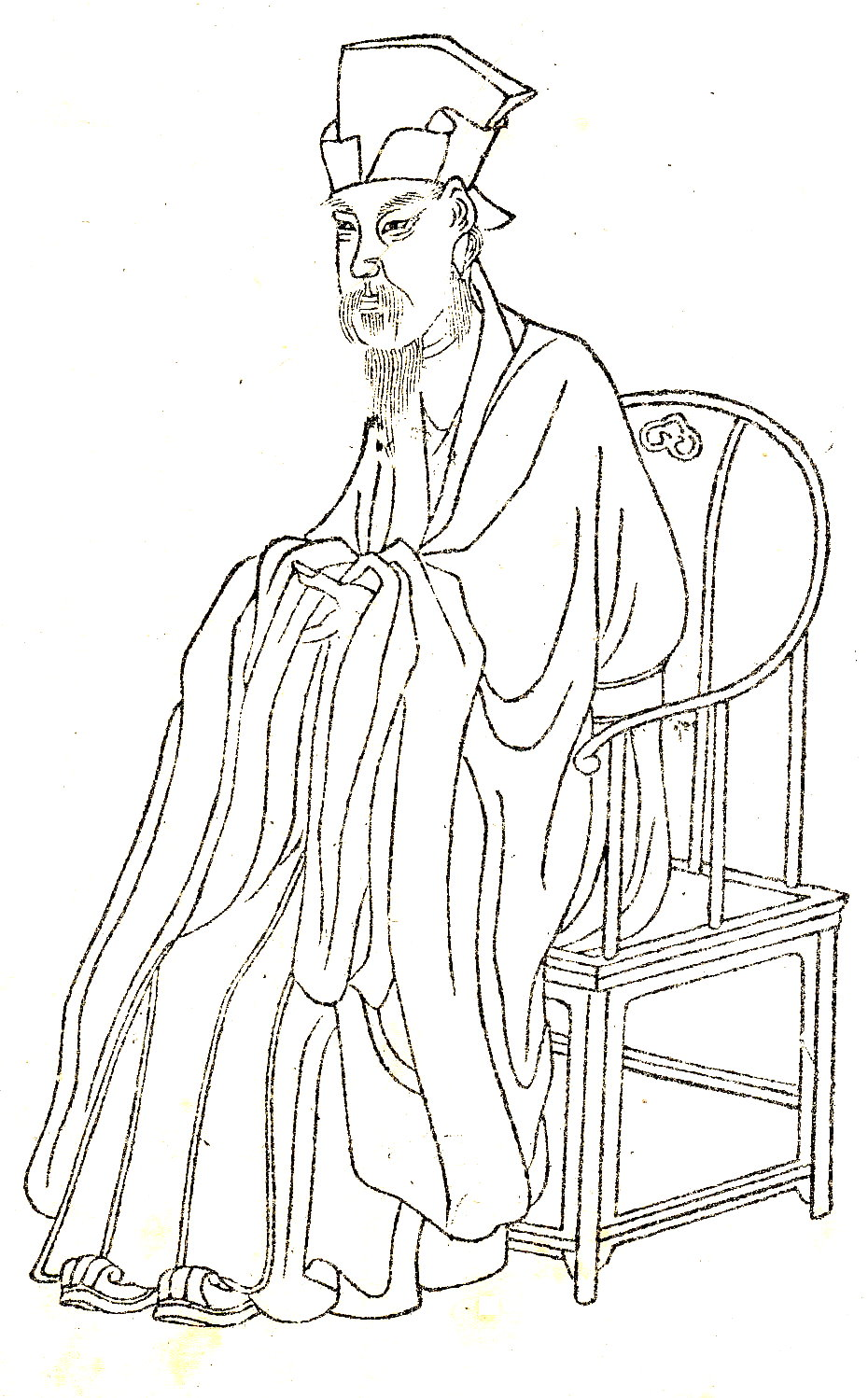
周敦頤・『晩笑堂竹荘畫傳』より

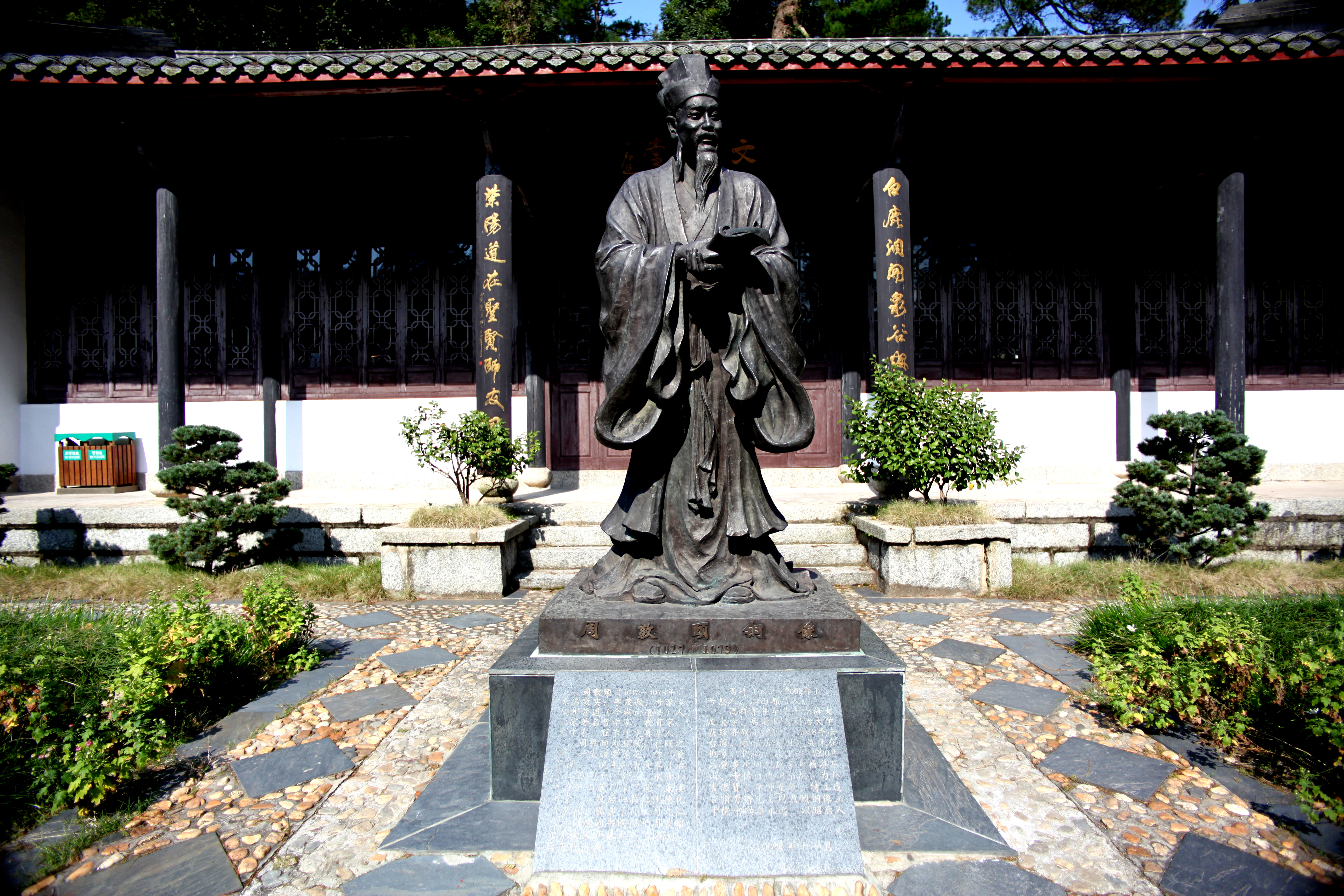
廬山白鹿洞書院の周敦頤銅像

周 敦頤（しゅう とんい、繁体字: 周敦頤; 簡体字: 周敦颐; 拼音: Zhōu Dūnyí; ウェード式: Chou Tun-i、天禧元年（1017年）- 熙寧6年6月7日（1073年7月14日））は、中国北宋時代の儒学者。字は茂叔。号は濂渓。道州営道県の出身。

## 経歴
宋学の祖と南宋の朱熹によってみなされた。同じく朱熹が高く評価した程顥・程頤は、少年時代に周敦頤に師事していたとされる。生前はさほど注目されなかったが、朱熹が展開した道統論において孔子・孟子の延長上に周敦頤をおいたことから、儒学史において重要な地位を与えられた。著書は『太極図説』・『通書』。

## 著書

### 『太極図説』
『易経』繋辞上伝にある「易に太極あり、これ両儀を生じ、両儀は四象を生じ、四象は八卦を生ず（易有太極、是生兩儀、兩儀生四象、四象生八卦）」の概念、および陰陽思想・五行思想を関係づけて解説し、創案した図象を提示した。図を説明する文章自体は短く約250字程度。図によれば、「太極」が森羅万象の根源であり、陰陽と五行の錯綜によって万物が生成されていくとされる。

### 『通書』
『通書』は、『太極図説』を踏まえて道徳などについて述べたものである。周敦頤は、「太極」を儒学の重要経典『中庸』の中で示される「誠」と結びつけた。人の根本に「誠」がある状態とは、人の根本に「太極」がある状態であると定める。
しかし、人の根本に「誠」があったとしても、日々の生活の中で周囲の状況を適切に判断できなければ、誤った行動をとる可能性もある。従って、人がささいな兆しを前にしてその後に生じる展開を正しく予測・判断し、適切な善い行動をとるためには、学問を通じて自己を研鑽する必要がある。そして、こうした行いが聖人の道へと通じると説いた。

### その他
「愛蓮説」は『古文真宝』に収められ、漢文の教材としてよく知られる。

## 儒学史における位置
人の本来の性質をめぐる人性論は、孟子の性善説・荀子の性悪説にみられるように、古代より多く論じられてきた。唐の韓愈は性三品説（人は上知・中人・下愚に分けられるとする考え方）を支持し、この説に基づいて道徳論を展開したが、周敦頤の考え方はこれと異なる立場をとるものであった。彼は『太極図説』『通書』の中で、各人の根本に「太極」に通じる「誠」があること、各人の学問による研鑽が聖人の道へ通じることを示した。これは、性三品説と異なり、万人が学問を通じて聖人に近づけるということを意味した。この見解は、従来の貴族に代わって宋代より新たに勃興する士大夫の意向にかなうものであった。

## 故事成語
光風霽月（こうふうせいげつ）。日光の中を吹きわたるさわやかな風と、晴れた空に浮かぶ月の意、転じて、心が澄んで何のわだかまりもなく、爽快であることのたとえ。
黄庭堅に人柄を賞賛されて、「人品甚だ高く、胸懐洒落にして光風霽月の如し」と謳われたことから（『宋史』周敦頤）。